# Monterreal
Monterreal er et lille skisted i kommunen Arteaga i den mexicanske delstat Coahuila. Det har en 230 meter lang alpinbakke, samt en 50 meter lang nybegynderbakke.
Skistedet befinder sig 40 minutter fra Saltillo og 90 minutter fra Monterrey.
25°14′3.34″N 100°26′14.56″V / 25.2342611°N 100.4373778°V